# Голям булдогов прилеп
Големият булдогов прилеп (Noctilio leporinus) е вид бозайник от семейство Noctilionidae.

## Разпространение и местообитание
Разпространен е в Американските Вирджински острови, Ангуила, Антигуа и Барбуда, Аржентина, Аруба, Барбадос, Бахамските острови, Белиз, Боливия, Бразилия, Британските Вирджински острови, Венецуела, Гваделупа, Гватемала, Гвиана, Гренада, Доминика, Доминиканската република, Еквадор, Колумбия, Коста Рика, Куба, Мартиника, Мексико, Монсерат, Никарагуа, Панама, Парагвай, Перу, Пуерто Рико, Салвадор, Сейнт Винсент и Гренадини, Сейнт Китс и Невис, Сейнт Лусия, Сен Мартен, Суринам, Тринидад и Тобаго, Френска Гвиана, Хаити, Хондурас и Ямайка.